# 80810 Georgewinters
80810 Georgewinters este o planetă minoră (asteroid), cu un diametru de 3,361 km, din centura de asteroizi. A fost descoperită pe 1 februarie 2000 la Catalina Station⁠(d) de Catalina Sky Survey. 
Obiectul prezintă o orbită caracterizată de o semiaxă mare de 2,8408202367629 UAi, o excentricitate de 0,085613418867235, o înclinație de 16,195360267292 ° în raport cu ecliptica.